# Гулямов, Манап
Манап Гулямов (узб. Manap Gʻulomov; 1910 — 2 апреля 1983, Ташкент, Узбекская ССР, СССР) — советский узбекский государственный и партийный деятель. Первый секретарь Кашкадарьинского обкома КП Узбекистана (1956—1960).

## Биография
Член ВКП(б) с 1932 г. В 1950 г. — окончил Высшую партийную школу при ЦК ВКП(б).
- 1942—1943 гг. — первый секретарь Джалял-Кудукского районного комитета КП(б) Узбекистана (Андижанская область),
- 1943—1945 гг. — секретарь Андижанского областного комитета КП(б) Узбекистана по кадрам,
- 1945—1947 гг. — первый секретарь Аимского районного комитета КП(б) Узбекистана (Андижанская область),
- 1950—1951 гг. — секретарь Андижанского областного комитета КП(б) Узбекистана,
- 1951—1953 гг. — министр сельского хозяйства Узбекской ССР,
- 1953—1954 гг. — заместитель председателя исполнительного комитета Ташкентского областного Совета,
- 1954—1956 гг. — секретарь Ташкентского областного комитета КП Узбекистана,
- 1956—1960 гг. — первый секретарь Кашкадарьинского областного комитета КП Узбекистана,
- 1960 г. — в распоряжении ЦК КП Узбекистана,
- 1960—1961 гг. — председатель исполнительного комитета Сурхан-Дарьинского областного Совета.

Затем персональный пенсионер республиканского значения.
Скончался 2 апреля 1983 года в Ташкенте.